# El Hadi Biloum
El Hadi Biloum, né le 26 mai 1981, est un handballeur algérien.

## Palmarès

### EnÉquipe d'Algérie
Championnat du monde
- 18e au championnat du monde 2003 ( Portugal)
- 17e au championnat du monde 2005 ( Tunisie)
- 24e au championnat du monde 2015 ( Qatar)

Championnat d'Afrique
- Médaille d'argent au championnat d'Afrique 2002 ( Maroc)
- Demi-finaliste au championnat d'Afrique 2004 ( Égypte)
- Tour principal au championnat d'Afrique 2006 ( Tunisie)
- Médaille de bronze au championnat d'Afrique 2008 ( Angola)

Autres
- Médaille d'or  aux  Jeux de la solidarité islamique 2005

### En clubs
Compétitions nationales
- Vainqueur du Championnat d'Algérie (4) : 2001, 2002, 2003,2005
- Vainqueur de la Coupe d'Algérie (5) : 2001, 2002, 2003, 2004, 2005

Compétitions internationales
- Vainqueur de la Ligue des champions d'Afrique (3) : 2003, 2004, 2005
- Vainqueur de la Supercoupe d'Afrique (2) : 2004, 2005

### Distinctions personnelles
- Meilleur buteur de la Coupe intercontinentale en 2002

## Statistiques en championnat de France
| Saison    | Div.   | Club              | MJ  | Buts | Tirs | %       | 7m | Champ | 2 min | Moy. |
| --------- | ------ | ----------------- | --- | ---- | ---- | ------- | -- | ----- | ----- | ---- |
| 2005/06   | Div. 1 | Chambéry SH       | 023 | 024  | 37   | 64,86 % | 0  | 024   | 2     | 1,04 |
| 2006/07   | Div. 1 | Sélestat AHB      | 021 | 076  | 110  | 69,09 % | 5  | 071   | 5     | 3,62 |
| 2007/08   | Div. 1 | Sélestat AHB      | 021 | 074  | 110  | 67,27 % | 0  | 074   | 9     | 3,52 |
| 2008/09   | Div. 1 | Sélestat AHB      | 022 | 094  | 136  | 69,12 % | 18 | 076   | 8     | 4,27 |
| 2009/10   | Div. 1 | Cesson Rennes MHB | 07  | 023  | 42   | 54,76 % | 0  | 023   | 1     | 3,29 |
| 2010/11   | Div. 1 | Cesson Rennes MHB | 022 | 042  | 74   | 56,76 % | 0  | 042   | 9     | 1,91 |
| 2011/12   | Div. 1 | Cesson Rennes MHB | 018 | 015  | 43   | 0,00 %  | 0  | 015   | 3     | 0,83 |
| 2005–2012 |        | Total             | 134 | 348  | 552  | 63,04 % | 23 | 325   | 37    | 2,60 |